# Siriusgnathus niemeyerorum
Siriusgnathus niemeyerorum — вид травоїдних цинодонтів родини траверсодонтид (Traversodontidae). Скам'янілі рештки виду знайдені у відкладеннях формації Канделярія у басейні річки Парана на півдні Бразилії.